# Terezie Brzková
Terezie Brzková   (Kolin, 11 de gener de 1875 - Praga, 19 de novembre de 1966) va ser una actriu de cinema txecoslovaca. Va aparèixer en 28 pel·lícules entre 1939 i 1959. Està enterrada en el cementiri de Vyšehrad a Praga.

## Filmografia
- The Magic House (1939)
- Grandmother (1940)
- Barbora Hlavsová (1942)
- The Respectable Ladies of Pardubice (1944)
- The Girl from Beskydy Mountains (1944)
- Černí myslivci (1944)
- Premonition (1947)
- Lost in the Suburbs (1948)
- Temno (1950)